# Annabell Murray, grevinna av Mar
Annabell Murray, grevinna av Mar, född 1536, död 1603, var en skotsk adelskvinna och hovfunktionär. Hon var guvernant till kung Jakob IV av Skottland mellan 1566 och 1578, och till Skottlands tronarvinge Henry Frederick, prins av Wales 1594-1600. 
Hon gifte sig 1557 med John Erskine, 18:e earl av Mar (död 1572). Hennes make utnämndes 1560 till guvernör på Stirling Castle. 
Stirling Castle noteras ha varit hovdam hos Maria av Guise. År 1567 utnämndes hon av Maria Stuart till guvernant med ansvar för den nyfödda tronarvingen, prins Jakob, och uppfostran på Stirling Castle, där Skottlands tronarvingar av tradition uppfostrades. År 1567 blev Jakob kung vid ett års ålder, och hon hade därmed ansvaret för barnmonarken. Hennes make var Skottlands regent för den omyndiga kungen 1571-1572. Detta innebar ingen förändring för henne, och hon kvarblev på Stirling. När hennes make avled och efterträddes av en annan regent, James Douglas, 4:e earl av Morton, behöll hon sin ställning som ansvarig för barnkungen på Stirling. Genom sin ställning medverkade hon i maktöverföringen från förmyndarregeringen till kungen vid hans myndigförlaring år 1578. 
När kung Jakob I gifte sig, gick hon i främsta ledet bland de kvinnor som välkomnade den nya drottningen, Anna av Danmark, år 1590. När den nya kronprinsen, Henry, föddes år 1594, utnämndes hon till guvernant för den nya kronprinsen på Stirling Castle. Denna gång blev hon inblandad i konflikten mellan kungaparet, som stred om vårdnaden om kronprinsen. Hon lydde kungens order och ogillades av drottningen. År 1600 fick hon pension och avsked, förmodligen på grund av ålder.